# His House
His House è un film del 2020 scritto e diretto da Remi Weekes, al suo esordio alla regia.

## Trama
Rial e Bol sono una coppia di migranti sudanesi, che ha dovuto affrontare un'esperienza terribile, pur di scappare dal Sudan del Sud ed emigrare nel Regno Unito. Bol, un tempo era un bancario, tuttavia, i cambiamenti nell'assetto politico hanno costretto la coppia a fuggire per assenza di lavoro; durante il viaggio, i due perdono loro figlia  in un naufragio. Dopo essere stati posti in un centro d'accoglienza, dove neanche chi è nella stessa posizione dà loro conforto, ai due viene assegnata una casa in cui dovranno trascorrere del tempo di prova rispettando delle regole e cercando di integrarsi con le persone del luogo. Mark, la persona incaricata di seguirli, è gentile, ma li tratta anche con estrema sufficienza, rimarcando spesso come la casa che è stata assegnata loro sia più grande della sua e stupendosi perfino che Bol sappia firmare.
Dopo una prima giornata felice, nella notte Bol inizia a sentire strani rumori e ad avere accenni di visioni. Nelle nottate successive il tutto sembra peggiorare, ma l'uomo cerca di non badarvi e di integrarsi il più possibile nella cittadina; riuscendoci, in alcuni casi e scontrandosi con la xenofobia, in altri. Quando è Rial a provare ad uscire, la donna si ritrova invece catapultata in una realtà nuova e rumorosa, che la terrorizza, ed incontra soltanto persone che la trattano in maniera discriminatoria, inclusi dei ragazzi neri. Quando si reca dalla dottoressa che lo Stato ha assegnato loro, Rial la sconvolge, raccontandole della bambina morta ed altri dettagli della propria condizione. Nelle notti successive, i due continuano ad avere strane visioni: Rial è convinta che una maledizione lanciata da uno stregone li stia seguendo dall'Africa, Bol nega ciò con tutto il suo cuore e si ritrova a litigare con la moglie. Quando, però, lo stesso Bol inizia ad avere visioni terrificanti, in cui alcune creature cercano di ucciderlo, l'uomo impazzisce e distrugge gran parte di una parete nel tentativo di scacciare lo stregone.
Bol cerca di convincere Mark a cambiare il loro alloggio con una scusa, ma l'uomo reagisce trattando male la coppia, fa fare delle foto ai danni provocati all'immobile e decide di far loro rapporto, soprattutto dopo che Rial ha l'ardire di parlare chiaramente dello stregone. Rial vorrebbe, a questo punto, tornare in Sudan e pronuncia un discorso in cui attacca l'intera Inghilterra e lo stesso Bol, il quale reagisce chiudendo ermeticamente tutte le imposte per impedire alla moglie di vanificare gli sforzi fatti fino a quel momento. Bol cerca allora di parlare con lo stregone in una sorta di seduta spiritica: questi gli rivela che lo avrebbe perseguitato ovunque fosse andato, finché non avesse pagato un suo debito, ferendosi con un coltello. Lo stregone non può agire per primo, in quanto non è in grado di toccarlo. Rial approfitta della situazione per cercare di scappare di casa, ma, proprio in quel momento, Bol si risveglia dal rito e ne nasce una colluttazione, in cui la donna lo ferisce con un cacciavite, per poi scappare via.
Una volta fuori, Rial crede di ritrovarsi in una comunità di donne sudanesi ma in realtà sta solo avendo una visione; lo stregone, che ha assunto le sembianze di una donna, le sta facendo rivivere il loro viaggio verso l'Europa: la bambina morta, in realtà, non era loro figlia, ma una ragazzina che Bol aveva spacciato come tale, pur di salire sul pullman verso l'imbarcazione, sottraendola, quindi, a sua madre. Per questa ragione Bol ha messo la bambina in condizione di morire lontana dalla sua famiglia, attirando su di sé la maledizione. Lo stregone le consegna, dunque, il coltello da usare sul marito; la donna lo porta a casa, ma non lo usa. Inaspettatamente, è proprio Bol a ferirsi, decidendo di espiare le proprie colpe: lo stregone può dunque materializzarsi e iniziare a divorarlo. In un primo momento, Rial si rifugia di nuovo all'interno della propria visione, ma, prima che sia troppo tardi, decide di agire, tagliando la gola allo stregone. In questo modo, libera entrambi dalla maledizione, senza abbassarsi al suo volere. Infine, i due si danno da fare per mettere a posto la casa e fare una buona impressione su Mark, riuscendoci; ora potranno finalmente vivere sereni in UK, costruendosi una nuova vita, ma senza dimenticare il male che sono stati costretti a fare per ottenere questa possibilità.

## Produzione
Il film è stato sviluppato dalla britannica Starchild Pitcures di Ed King e Martin Gentles. Nell'agosto del 2017, a pre-produzione cominciata, l'azienda ha ricevuto una denuncia da parte della Weinstein Company, secondo cui la Starchild era venuta meno a un obbligo contrattuale con loro. La causa è stata tuttavia ritirata prima di arrivare a una sentenza definitiva, con l'entrata nel progetto di New Regency Productions e BBC Films.

## Distribuzione
Il film è stato presentato in anteprima al Sundance Film Festival 2020 il 27 gennaio. Netflix ha acquisito i diritti di distribuzione una settimana prima della sua anteprima, distribuendolo poi a livello globale sulla propria piattaforma streaming a partire dal 30 ottobre 2020.

## Accoglienza
Sull'aggregatore di recensioni online Rotten Tomatoes, il film ha ottenuto una percentuale di gradimento del 100% da parte della critica, basata su 91 recensioni professionali, con un voto di 8,1. Su Metacritic, il film ha ottenuto invece un voto di 72 su 100 sulla base di 18 recensioni, ad indicare «giudizi generalmente favorevoli».

## Riconoscimenti
- 2020 - British Independent Film Awards[8]
  - Miglior regista a Remi Weekes
  - Migliore attrice a Wunmi Mosaku
  - Migliori effetti speciali a Pedro Sabrosa e Stefano Pepin
  - Migliore scenografia a Jacqueline Abrahams
  - Candidatura per il miglior film
  - Candidatura per il miglior attore a Sope Dirisu
  - Candidatura per il premio Douglas Hicox al miglior regista esordiente a Remi Weekes
  - Candidatura per la miglior sceneggiatura a Remi Weekes
  - Candidatura per il miglior produttore rivelazione a Edward King e Martin Gentles
  - Candidatura per la miglior sceneggiatura d'esordio a Remi Weekes
  - Candidatura per il miglior casting a Carmen Cuba
  - Candidatura per la migliore fotografia a Jo Willems
  - Candidatura per il miglior montaggio a Julia Bloch
  - Candidatura per il miglior trucco e acconciature a Sharon A. Martin
  - Candidatura per le migliori musiche a Roque Baños
  - Candidatura per il miglior sonoro a Adrian Bell, Glenn Freemantle, Frank Kruse, Brendan Nicholson e Richard Pryke